# SN 2004ec
SN 2004ec – supernowa typu IIn odkryta 29 sierpnia 2004 roku w galaktyce UGC 10717. W momencie odkrycia miała maksymalną jasność 17,50m.